# Pierre Ramampy
Pour les articles homonymes, voir Ramampy.
Pierre Ramampy (né en 1897 à Vohitraveotra (district de Fianarantsoa), mort à Fianarantsoa le 1er mars 1961), est un homme politique d'origine malgache. Il a siégé au sénat français de 1952 à 1958 .

## Biographie
Pierre Ramampy est né vers 1897 à Vohitraveotra dans le district de Fianarantsoa au sud des hauts plateaux de Madagascar. Il s'engage dans l'armée française et fait campagne à partir de 1915 comme capitaine d'infanterie coloniale en France, en Rhénanie et en Syrie. De retour à Madagascar, il se consacre à l'exploitation agricole ainsi qu'à sa nombreuse famille (10 enfants). Très impliqué sur le plan local, il est membre de l'association chrétienne France-Madagascar ainsi que vice-président d'honneur de l'amicale des Betsileo. Le 21 décembre 1948, il est élu conseiller de l'Assemblée de l'Union française puis le 30 mars 1952, conseiller provincial et représentatif de Fianarantsoa.
Aux élections du Conseil de la République du 18 mai 1952, il se présente en tête de la liste d'Entente franco-malgache. Avec 24 voix sur 95 suffrages exprimés, Pierre Ramampy obtient l'un des trois sièges à pourvoir au titre de la deuxième section.
À son arrivée au Palais du Luxembourg, il devient membre titulaire de la commission de la défense nationale ainsi que de celle des pensions et membre suppléant de la commission de la France d'outre-mer. Sénateur actif, très attaché à faire valoir les intérêts malgaches, Pierre Ramampy dépose plusieurs textes. Sa proposition de résolution du 27 juillet 1953, notamment, vise à étendre aux départements et aux territoires d'outre-mer le champ d'application du décret du 22 octobre 1947 réformant le régime de la médaille de la famille française. Le 18 mars 1954, il dépose une proposition de résolution portant sur la réorganisation administrative de Madagascar dans laquelle il suggère l'accélération des opérations de constatation et de constitution des propriétés autochtones par la délivrance aux propriétaires de titres cadastraux faisant foi.
Il est nommé secrétaire du Conseil de la République le 4 octobre 1956.

### Vie privée
Marié à Raketadrandza Julienne (décédée en 1992) avec qui il a eu 3 fils Charles Ramampy (décédé en 1994), journaliste et fervent MFM, nommé, un jour avant sa mort subite, directeur de cabinet du Premier Ministre Ravony, Benoît Ramampy (décédé en 1996), cinéaste, réalisateur notamment de L'Accident et Dahalo dahalo), et Jacques Ramampy qui vit toujours à Ambalavao Tsienimparihy. Il a aussi eu 8 filles, Raketaka (décédée), Henriette Ramampy qui vit toujours à Ambalavao, Zenaïde Ramampy, ancienne Sénatrice, Maire, député, commissaire de police et veuve d'Eugène Lechat, Mathilde Ramampy (décédée), Brigitte Ramampy Beantanana (1945-2017) enseignante et engagée dans des causes liées au handicap, à l'écologie et au genre,  Jacqueline Ramampy qui est la sœur jumelle de Jacques est agricultrice, Julienne Ramampy, retraitée de la caisse d'épargne, qui vit à Fianarantsoa, Anne Marie Ramampy (décédée en 2018).